# Litteraturåret 1944

## Priser och utmärkelser
- Nobelpriset – Johannes Vilhelm Jensen, Danmark
- Bellmanpriset – Vilhelm Ekelund
- De Nios Stora Pris – Moa Martinson
- Svenska Akademiens stora pris – Arvid Mörne
- Svenska Dagbladets litteraturpris – Harry Martinson, Lars Ahlin, Elly Jannes, Ole Torvalds

## Nya böcker

### A – G
- Bakom svenskvallen, memoarer av Moa Martinson
- Britt-Mari lättar sitt hjärta av Astrid Lindgren (debutbok)[1]
- Den gången (Petreussviten) av Gustaf Hellström
- Den ljusa mön av Halldór Laxness
- Dikter mellan djur och gud av Artur Lundkvist
- Dvärgen av Pär Lagerkvist
- Fiktioner av Jorge Luis Borges
- Gryningsfolket av Jan Fridegård

### H – N
- I som här inträden av Astrid Väring
- Inga ögon väntar mig av Lars Ahlin
- Klockan K av Agatha Christie
- Kvarnbudet av Jan Fridegård
- Med rallarkärra mot dikten av Gustav Hedenvind-Eriksson

### O – U
- Orgelpunkt av Anna Greta Wide
- Riket av Bo Bergman
- Sju liv av Eyvind Johnson
- Soldat med brutet gevär av Vilhelm Moberg
- Skörden som mognar av Gustav Hedenvind-Eriksson
- Som handelsresande i Latinamerika av Gunnar Cederschiöld
- Tidens narr av Aldous Huxley

## Födda
- 8 januari – Terry Brooks, amerikansk fantasyförfattare.
- 15 januari – Jan Mårtenson, svensk författare och journalist.
- 17 januari – Jan Guillou, svensk författare och journalist.
- 26 februari – Ingela Strandberg, svensk författare, dramatiker, översättare, journalist och musiker.
- 7 mars – Jürgen Theobaldy, tysk poet och romanförfattare.
- 10 mars – Jesper Svenbro, svensk poet och klassisk filolog.
- 18 mars – Magnus Lind, svensk författare, manusförfattare, journalist, kompositör och sångtextförfattare.
- 6 april – Viveca Lärn, svensk författare och journalist.
- 9 maj – Lars Norén, svensk poet och dramatiker.
- 22 maj – John Flanagan, australisk fantasyförfattare.
- 31 juli – Anthony Swerling, svensk dramatiker, översättare, språkforskare, konstnär och strindbergforskare
- 6 april – Viveca Lärn, svensk författare och journalist.
- 9 juni – Karin Brunk Holmqvist, svensk författare.
- 12 juni – Jujja Wieslander, svensk barnboksförfattare.
- 14 juni – Reidar Jönsson, svensk författare, regissör och dramatiker.
- 26 juni – Bengt Pohjanen, svensk (tornedalsk) författare, översättare och litteraturvetare.
- 12 juli – Ulf Stark, svensk författare.
- 4 augusti – Björn Hellberg, svensk författare.
- 19 augusti
  - Bodil Malmsten, svensk författare.
  - Frédéric Vitoux, fransk författare.
- 11 oktober – Karin Johannisson, idé- och lärdomshistoriker och författare.
- 16 oktober – Bunny Ragnerstam, svensk författare och journalist.
- 31 oktober – Kinky Friedman, amerikansk deckarförfattare och countrysångare.
- 14 november – Inger Frimansson, svensk författare.
- 18 november – Suzanne Brøgger, dansk författare och manusförfattare.
- 2 december – Botho Strauss, tysk författare.
- 17 december – Jack L. Chalker, amerikansk science fiction-författare.

## Avlidna
- 12 maj – Arthur Quiller-Couch, 80, brittisk författare och litteraturvetare.
- 28 maj – Katri Vala, 42, finländsk poet.
- 31 juli – Antoine de Saint-Exupéry, 44, fransk författare.
- 1 september – Liviu Rebreanu, 58, rumänsk romanförfattare och dramatiker
- 23 oktober – Olof Thunman, 65, svensk konstnär och skald.
- 30 december – Romain Rolland, 78, fransk författare, nobelpristagare 1915.

### Fotnoter
1. ↑  ”Astrid Lindgren”. http://www.astridlindgren.se/verken/bocker/textbocker. Läst 21 mars 2011.